# Никола Инджов
Никола Иванов Инджов е български поет, публицист, есеист, преводач на поезия от испански, португалски, руски и сръбски език.

## Биография
Никола Инджов е роден на 30 септември 1935 г. в Бургас в семейството на бежанци от Беломорска Тракия. Детството му преминава в Созопол, в Гюмюрджина (дн. Северна Гърция), юношеството му – в Хасково. Завършва Икономически техникум, следва във ВИНС - Варна, учи испански език в Хаванския университет.
За първи път публикува стихове в сп. „Септември“ (1952). В края на 50-те години е на второ място в номенклатурната класация на младите поети – след Владимир Башев и преди Любомир Левчев.

### Журналистическа дейност
- литсътрудник във в. „Родопска борба“ (Хасково)
- литсътрудник във в. „Хасковска трибуна“
- литсътрудник в Радио София
- редактор в сп. „Младеж“
- редактор в сп. „Български воин“ (1958 – 1965)
- гл. редактор в Българска национална телевизия
- първи зам. гл. редактор-основател на сп. „Отечество“
- гл. редактор на сп. „Родолюбие“
- гл. редактор на в. „Литературен фронт“ (1980 – 1983)
- гл. редактор на сп. „Картинна галерия“
- гл. редактор-основател на „Литературен вестник“ (София – Велико Търново)
- гл. редактор-основател на в. „Камбана“
- директор на в. „Тракия“

### Обществена дейност
- член на ЦК на ДКМС
- вицепрезидент на Българо-съветския клуб на младата творческа интелигенция
- първи секретар в посолството на Народна република България в Куба
- съветник в посолството на Народна република България в Мексико
- гл. секретар на Съюза на българските писатели
- заместник-председател на Съюза на тракийските дружества в България
- вицепрезидент и президент на Асоциацията за приятелство „България-Куба“
- председател на Литературна академия „Южна пролет“
- председател и заместник-председател на Комисията на Висшия съвет на БСП за политиката на БСП в културата и за връзки с интелигенцията
- член на Българския ПЕН център
- член на Тракийския научен институт
- почетен статут на експерт с висок престиж и обществено признание на Съвета на Европейската научна и културна общност
- председател на Международна фондация „Гео Милев“
- почетен член на Международния писателски съюз „Св. св. Кирил и Методий“

Никола Инджов участва в международни писателски симпозиуми, срещи, конгреси в Хелзинки (1961), Хавана (1962, 1963, 1970, 1975, 1982, 1984, 1989, 2000), Москва (1966, 1968, 1989, 1994), Будапеща (1967, 1982, 1983, 1988), Луанда (1976), Мапуту (1976), Ханой (1979, 1982), Виентян (1977, 1982), Каракас (1985, 2005), Панама (1985), Буенос Айрес (1985), Богота (1986, 1994), Кито (1986), Сао Пауло (1986), Рио де Жанейро (1986), Лима (1987), Букурещ (1988), Багдад (1988), Анкара (1989), Одеса (1989), Кишинев (1989), Манагуа (1989), Белград (1989, 1992, 1995, 1996), Струга (1993), Меделин (1994), Исламабад (1996), Мурсия (1996), Смедеревска паланка (1996), Лондон (2002), Подгорица (2003, 2004), Пирот (2006), Охрид (2005), Пекин (2005), Шанхай (2005), Ханчжоу (2005), Цариброд (2007), Струмица (2012) и др.

## Признание и награди
Никола Инджов е носител на множество литературни награди, сред които:
- 1961 – Награда от Празника на поезията
- 1961 – Награда от Световния младежки фестивал в Хелзинки за поезия
- 1967 – Награда от Съюза на съветските писатели за преводи на руска поезия
- 1996 – Голямата литературна награда на Бургас за цялостно творчество
- 1999 – Награда от Съюза на преводачите за преводи на латиноамериканска поезия
- 2001 – Националната Ботевска награда за поезия и публицистика
- 2001 – Награда на Съюза на българските писатели за най-добър роман („Възречени от Манастър“)
- 2003 – Национална награда „Георги Братанов“ за поезия
- 2005 – Награда на Съюза на българските писатели за най-добра публицистична книга („Приписки към времето“)
- 2006 – Орден „Кирил и Методий“ с огърлие – за особени заслуги в развитието на българската култура
- 2008 – Национална награда за патриотична поезия „Георги Джагаров“[2]
- 2010 – Почетен гражданин на Бургас[3]
- 2012 – Награда на Съвета на европейската научна и културна общност „Златна книга“ за принос към българската култура
- 2013 – Национална награда „Никола Фурнаджиев“ за цялостно творчество[4]
- 2015 – Национална литературна награда „Захарий Стоянов“ на едноименното издателство, БАН и Столична община – за цялостно творчество и по случай 80-годишния му юбилей[5]
- 2015 – Награда „Ергосфера“ на изд. „Фльорир“ за цялостно творчество
- 2016 – Награда на СБП за цялостно творчесво и принос в съвременната българска литература.
- 2017 – Пожизнена месечна парична награда в размер на 700 лв. от Министерския съвет на Република България за особено големи заслуги в националната култура

### Поезия
- 1959 – „Предчувствие“, стихотворения. Изд. „Български писател“.
- 1962 – „Балада за Камен Болшевика“, поема. Изд. „Български писател“.
- 1964 – „Пътища и любов“, стихотворения Изд. „Български писател“.
- 1965 – „Тихол с петела“, поема. Изд. „Български писател“.
- 1967 – „Вечерна ръкавица“, стихотворения. Изд. „Български писател“.
- 1970 – „Дългосвет“, стихотворения и поеми. Изд. „Георги Бакалов“.
- 1977 – „Всекидневен човек“, стихотворения и поеми. Изд. „Народна младеж“.
- 1985 – „Лунна родина“, стихотворения. Изд. „Георги Бакалов“.
- 1985 – „Предчувствие“, стихотворения и поеми. Изд. „Български писател“.
- 1988 – „Избор на звезда“, поеми. Изд. „Георги Бакалов“.
- 1993 – „Странник“, стихотворения и поеми. Изд. „Христо Ботев“.
- 1999 – „Останали стихотворения“, стихотворения и поеми. ИК „Захарий Стоянов“.
- 2004 – „Изабране пјесме“, избрани стихове на сръбски език, Подгорица, Черна гора
- 2015 – „Едни и същи думи“, стихотворения (библиофилско издание). ИК „Захарий Стоянов“.
- 2015 – „Вятърничав скитник“, стихотворения в библиотека „Българска сбирка“. ИК „Литфорум“.

### Проза
- 1981 – „Попътна повест“, роман. Изд. „Български писател“
- 2001 – „Възречени от Манастър“, роман. ИК „Библиотека 48“ [6]
  - 2004 – „Възречени от Манастър“, избрани стихове и роман. ИК „Захарий Стоянов“
- 2009 – „По следите на норвежеца“, роман. ИК „Сиела“[7], [8], [9]
  - 2009 – „По следите на норвежеца“, електронна книга, изд. Литературен свят.
  - 2011 – ((ru)) „По следам норвежца“, превод на руски, журнал КемГУКИ „Университет культуры“, Университетско издателство – Кемерово, Кузбас, Русия[10], [11]
- 2015 – „Душа на друг човек“, роман. Изд. „Синева“.[12]

### Есеистика и публицистика
- 1970 – „Сантиментален марш“. Книга за СССР. Изд. „Народна младеж“[13]
- 1970 – „Ден днешен“. Книга за България (в съавторство със Серафим Северняк. Изд. „Български писател“
- 1974 – „Кубамар“. Книга за Куба. „Партиздат“, 1974[14], [15], [16]
- 1977 – „Лотос, винтовка, рало“. Книга за Лаос. „Партиздат“[17]
- 1977 – „Висоти и подножия“. Книга за Армения. Изд. „Народна младеж“
- 1984 – „Всекидневно човечество“. Изд. „Христо Г. Данов“
- 1987 – „Отдалече път и надалече“. Издателство на Отечествения фронт
- 1991 – „Пее среднощ, призори плаче“. Книга за Америка. ИК „Ванеса“
- 1999 – „Дяволите от рая“. Книга за пирати, корсари, флибустери, буканери, негрери. ИК „Захарий Стоянов“
- 2003 – „Всекидневен човек, всекидневно човечество. Разговори с Никола Инджов“ (в съавторство с Димитър Костадинов)
- 2005 – „Приписки към времето“. ИК „Христо Ботев“
- 2008 – „Българогласни. Българокръвни. Българоглави“. Тракийски идеи, съдби и събития. Университетско издателство.

### Преводи
- 1966 – Александър Прокофиев, „Избрани стихове“, Изд. „Народна култура“
- 1972 – Лопе де Вега, „Фуенте овехуна“, драма. Изд. „Народна култура“
- 1978 – Виктор Хара, „Душа от знамена обвята“, стихове и песни. Изд. „Георги Бакалов“
- 1984 – „Петото слънце“, поезия на маите и ацтеките. Изд. „Народна култура“
- 1989 – „Потеклото на светците“, поезия на убити латиноамерикански поети. Изд. „Народна култура“
- 1998 – „Време и вик под кондора“. Латиноамериканска доколумбова, класическа, съвременна и устна днешна поезия. ИК „Сребърният лъв“
- 2008 – „Пламък на вятъра“, антология на латиноамериканска поезия. ИК „Захарий Стоянов“
- 2009 – Лопе де Вега, „Фуенте овехуна“, електронна книга. Изд. „Литературен свят“
- 2011„Потаен иконостас“. Латиноамериканска поезия. Електронна книга. Изд. „Книги“
- 2017 – Пабло Неруда. Pablo Neruda. Поезия. Poesia. Двуезично издание. ИК „Колибри“